# Бурис Хенриксен
Бури́с Хе́нриксен (дат. Buris Henriksen; ум. после 1167 года) — датский принц, сын Хенрика Скаделара и шведской принцессы Ингрид Рагнвальдсдоттир. Брат короля Швеции Магнуса Хенриксена и короля Норвегии Инге Горбуна.

## Биография
Бурис Хенриксен был младшим сыном принца Хенрика Скаделара и его супруги, шведской принцессы Ингрид Рагнвальдсдоттир. В 1134 году его отец погиб в битве при Фотевике и Ингрид Рагнвальдсдоттир во второй раз вышла замуж за короля Норвегии Харальда IV Гилли. Он был братом короля Швеции Магнуса Хенриксена и короля Норвегии Инге Горбуна.
Во время гражданской войны сражался на стороне принца Вальдемара. В 1157 году после вступления на престол Вальдемара упоминался в документах как «родственник короля». В 1162 году после смерти старшего брата Кнуда унаследовал его титул герцога Шлезвига. В том же году вместе с королём Вальдемаром посетил Доль, где встретился с императором Фридрихом I.
В 1166 году Бурис выступил против присяги сыну Вальдемара I принцу Кнуду. Вальдемар I стремился обеспечить наследование престола, но Бурис, согласно Саксону Грамматику сам стремился захватить престол. После прибытия в Роскилле Бурис заявил, «покуда жив тот, кому он первым поклялся верно служить в его войске, он не станет служить никому другому, и ничто не сможет заставить его променять своего прежнего господина на нового». Позже было получено письмо, в котором Буриса обвиняли в сговоре с норвежцами с целью устранить Вальдемара, Бурис был арестован и отправлен в замок Сёборг. Дальнейшая его судьба неизвестна, вероятно он умер в заключении, но в поздних источниках сообщалось, что Бурис был ослеплён.

## В литературе
В поздней балладе принц Бурис представлен как соблазнитель сестры Вальдемра I «маленькой Кристен».